# Arisztophanész (vázafestő)

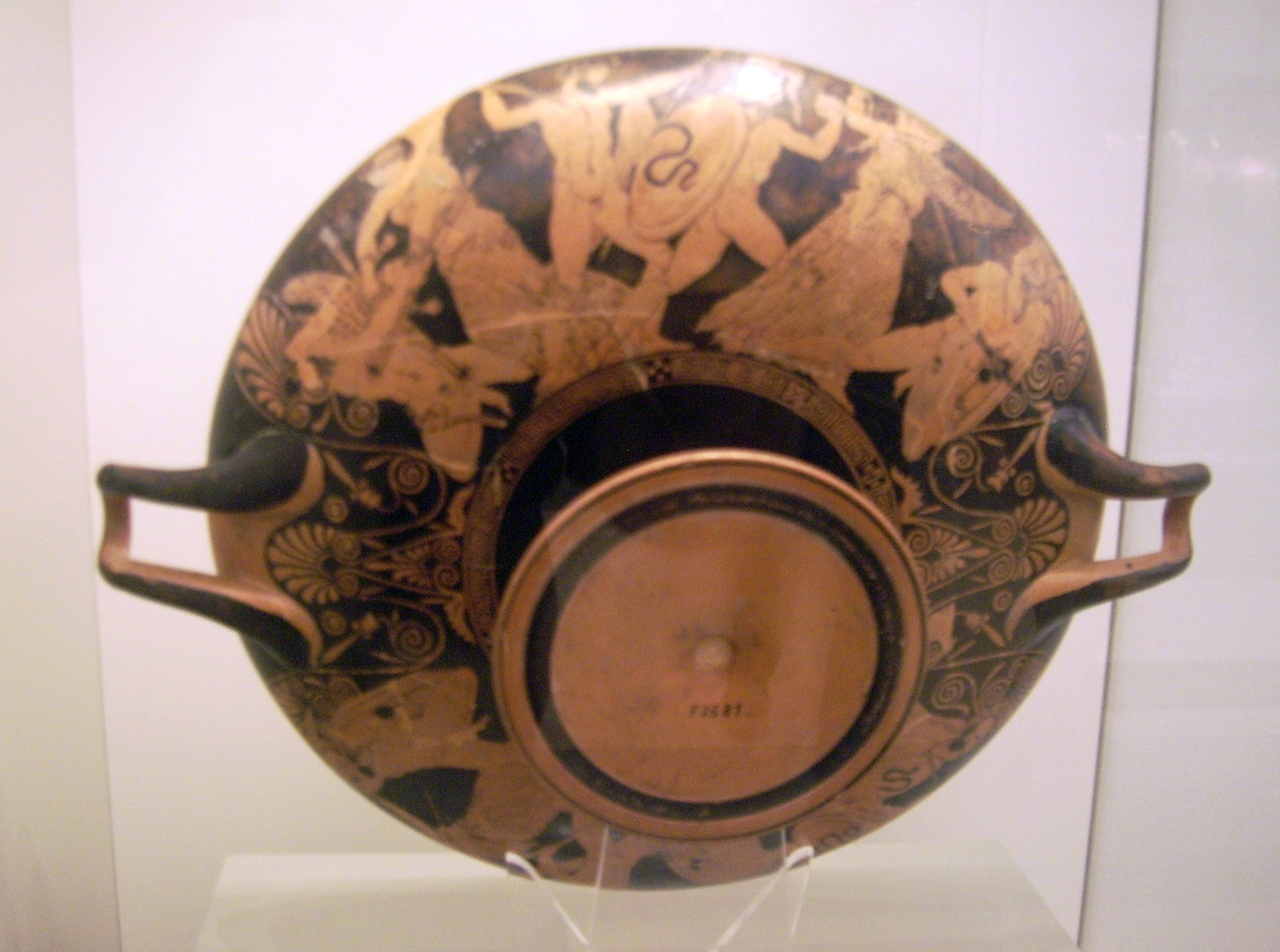
A berlini csésze

Arisztophanész (Kr. e. 5. század második fele) görög vázafestő.
Athénben élt, és a Kr. e. 5. század utolsó negyedében alkotott. Vörösalakos vázaképeket festett, és stílusa a Meidiasz-festőével rokon. Három szignált műve maradt fenn, melyek közül kettőn Erginosz fazekasneve is szerepel. Vulciban találták az Istenek és Gigászok harcát ábrázoló kratért, amit Berlinben őriznek. A másik két edény (Héraklész, Nesszosz és kentaurharc) Bostonban található.